# Hamburg-Tatenberg

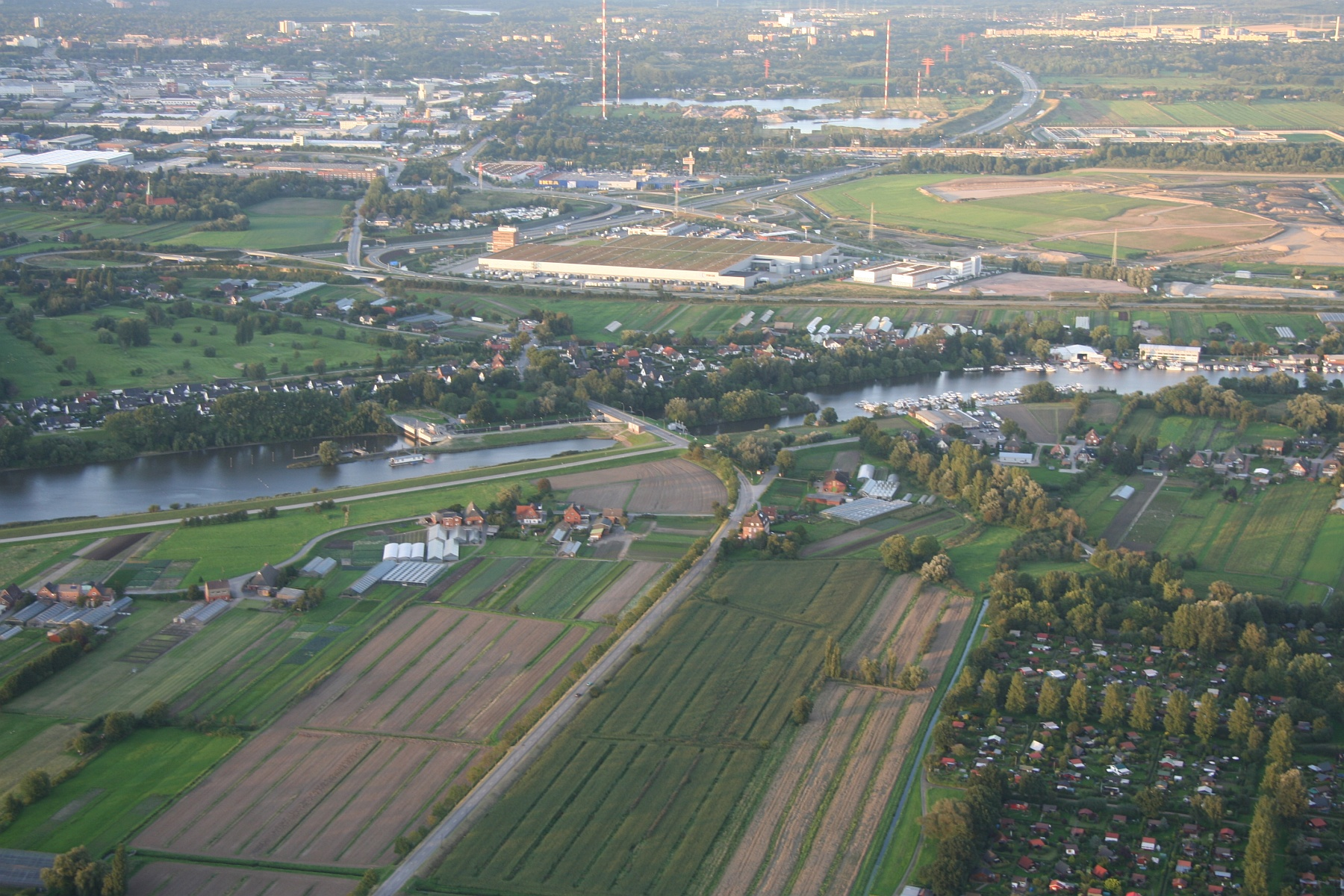
Luchtfoto met Tatenberger Schleuse

Tatenberg is een stadsdeel van de stad Hamburg in Duitsland en ligt in het district Bergedorf. 
Het werd voor het eerst vermeld in 1315 als Tadekenberge.
Tot 1630 was het een afzonderlijk ingedijkt gebied. Een zijarm van de Bille scheidde het van Ochsenwerder. 
In Tatenberg bevinden zich de Tatenberger Schleuse, de toegang tot de Dove Elbe.